# Gate to the East
De Gate to the East (东方之门), ook en eerder bekend als de Gate of the Orient, of de Poort tot het Oosten is een wolkenkrabber in de Chinese stad Suzhou in Jiangsu. De wolkenkrabber heeft een opvallende vorm, aan de basis zijn het twee torens die in de top samen komen en zo een boog of poort vormen. Het gebouw telt 74 verdiepingen en is met iets meer dan 300 meter hoogte de op een na hoogste gebouw van de stad. Aanvankelijk zou het gebouw klaar zijn in 2007, later in 2010, 2012 en 2014. De inhuldiging vond plaats in 2016. Gate to the East heeft een oppervlakte van 340.000 m². In de wolkenkrabber zijn woningen, een hotel en kantoorruimte.

## Galerij

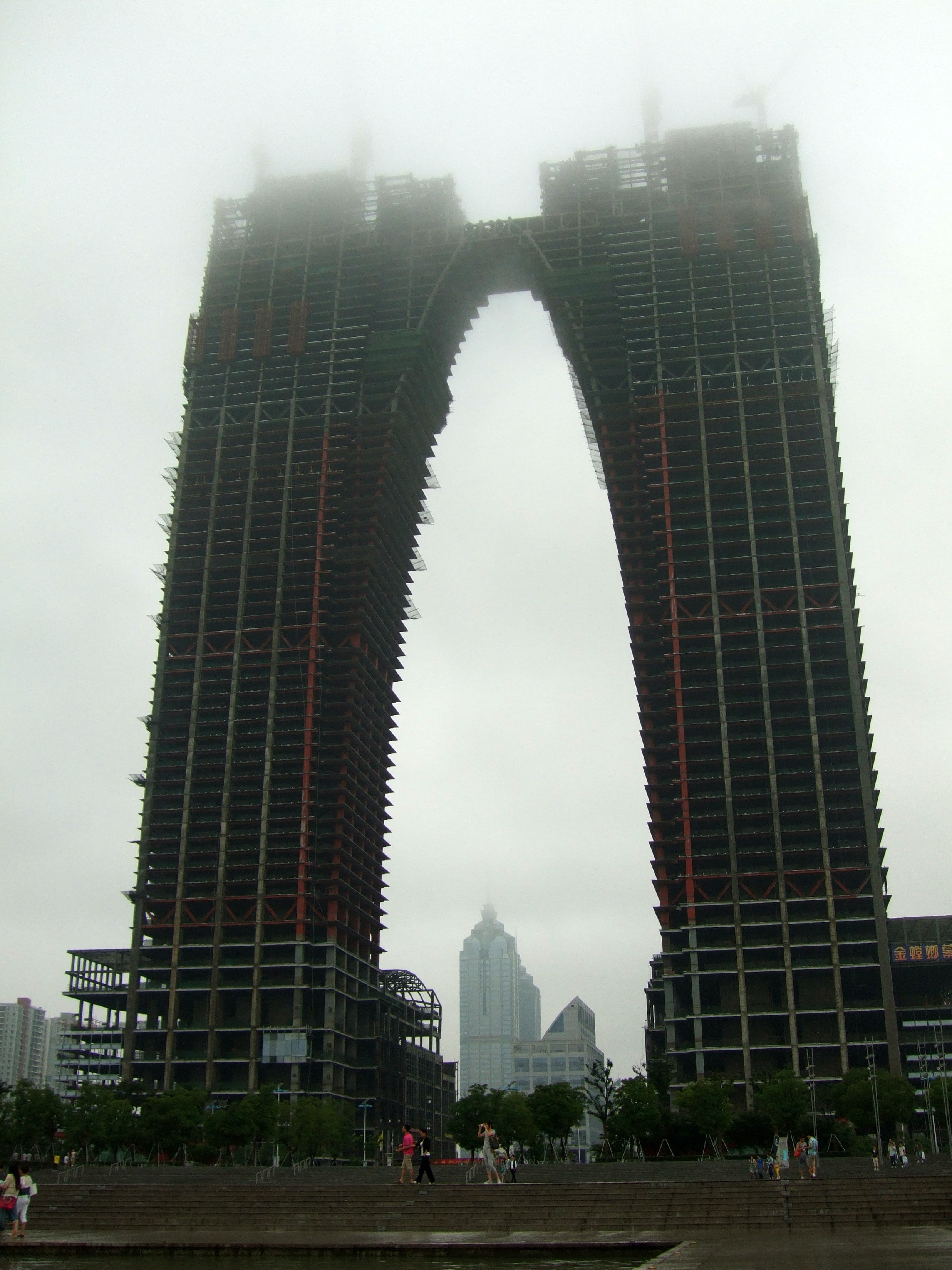
Gate of the Orient in aanbouw (2012)
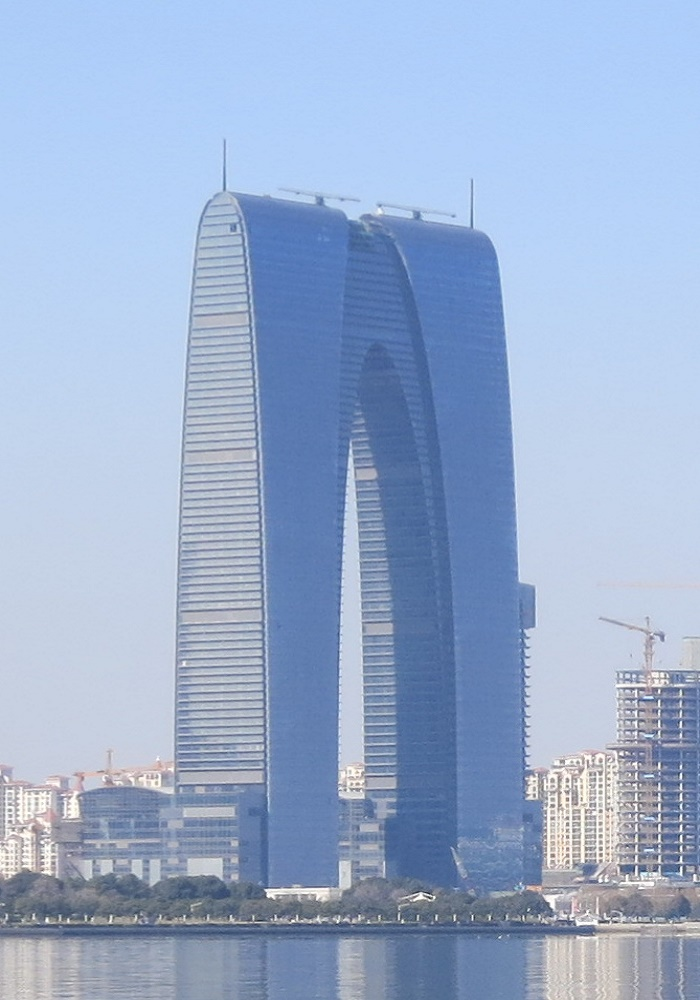
voltooid tot top (februari 2015)
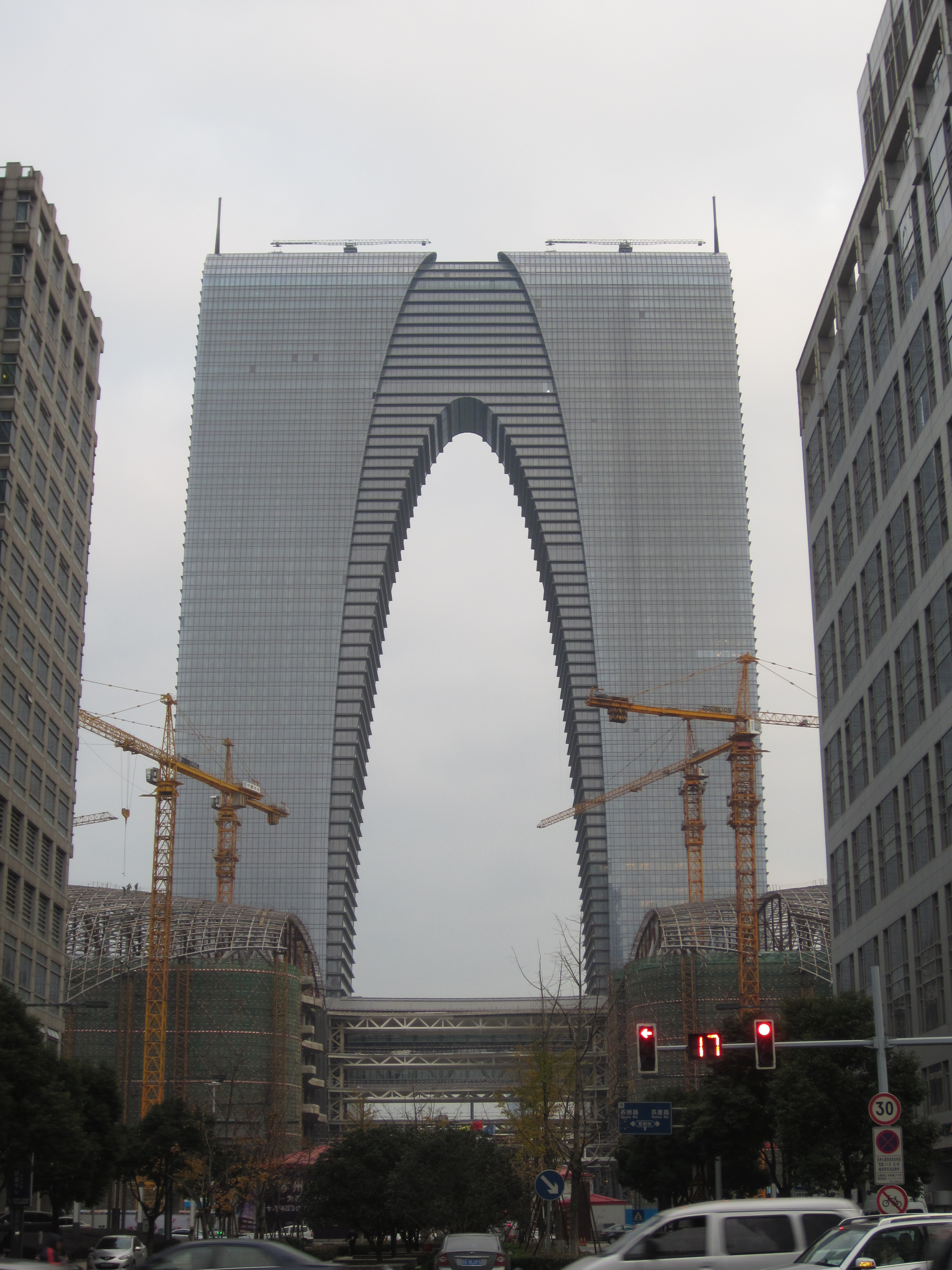